# Pan-American Exposition by Night
Pour plus de détails, voir Fiche technique et Distribution.
Pan-American Exposition by Night est un film américain muet documentaire en noir et blanc sorti le 19 octobre 1901 et réalisé par Edwin S. Porter.

## Histoire
Ce film fut réalisé à l'occasion de l'Exposition panaméricaine de 1901. Lors de celle-ci, les équipes de tournage de la société Edison réalisèrent une série de courts métrages de l'exposition qui leur ont permis d'essayer de nouvelles techniques, tout en préservant les vues de l'exposition pour les générations futures.
Comme plusieurs autres films de la série, Pan-American Exposition by Night consiste en un panorama circulaire de l'exposition. Sa spécificité se trouve dans la combinaison des images présentant des vues diurnes et nocturnes, en utilisant quelques techniques de caméra alors expérimentales pour la rendre continue.